# Switch (Moke)
Switch is een nummer van de Nederlandse band Moke uit 2009. Het is de eerste single van hun tweede studioalbum The Long & Dangerous Sea. Voorafgaand aan dat album werd het nummer uitgebracht.
Het nummer werd een klein hitje in Nederland. Het haalde er de 5e positie in de Tipparade.